# Měchýřovka portugalská
Měchýřovka portugalská (Physalia physalis), někdy pro svůj tvar nazývána „portugalská galéra“ nebo „modrý portugalský válečník“, je zástupce žahavců spadající mezi trubýše. Jedná se o kolonii mnoha geneticky identických jedinců s odlišnou stavbou a funkcí, tvořenou vzdušným měchýřem, jenž plave na hladině moře, a dolní části, ze které vystupují z dlouhá chapadlovitá ramena. I s chapadly dosahuje obvykle délky okolo 10 metrů, někdy to však může být až 30 metrů. Je považována za velmi nebezpečnou člověku, její požahání je extrémně bolestivé.
V r. 2025 bylo navrženo a genomickou analýzou podpořeno rozdělení druhu Physalia physalis na čtyři druhy, které se liší morfologicky, geneticky i areálem výskytu.

## Popis
Jak je u trubýšů běžné, jedná se o koloniální organismus, tvořený mnoha geneticky identickými, ale morfologicky a funkčně rozdílnými zooidy, buď polypovitého nebo medúzovitého typu tělesné stavby. 
Základem kolonie je třpytivě zbarvený vzdušný měchýř, jehož funkcí je udržovat kolonii u hladiny moře a podobně jako lodní plachta využívat větru k řízenému pasivnímu pohybu. Zajímavostí je tvarový dimorfismus (tedy rozdílné dva typy tvaru kolonií) spočívající v chirální asymetrii stavby měchýře a připojeného zbytku kolonie, způsobující odlišný směr pasivního pohybu vzhledem ke směru větru. 
Pod měchýřem měchýřovky portugalské se vyskytují zooidy dalších šesti typů. Zooidy určené k lovu jsou polypi vybavení lapavými chapadly, až 30 metrů dlouhými, obsahujícími pouzdra s žahavými buňkami určenými k ochromení kořisti. Chapadla mají svaly, kterými lovenou kořist podávají ke gastrozooidům, polypům bez chapadel sloužícím k trávení potravy. Zbylé čtyři typy jsou sdružené v rozvětvených výrůstcích kolonie zvaných gonodendrony. Patří k nim mj. nektofory, medúzovité zooidy využívané k aktivnímu plavání, a gonofory sloužící k rozmnožování a vytvářející pohlavní gamety.
Hlavním predátorem měchýřovky je kareta obecná.

## Rozmnožování a vývoj
Na trsu se nacházejí jedinci, kteří mají na starost rozmnožování a vytvářející pohlavní gamety (spermie nebo vajíčka) vypouštěné do moře. Měchýřovky jsou dvoudomé kolonie, tj. daná kolonie má jedince stejného pohlaví a vytváří buď jen vajíčka nebo jen spermie. Z gamet vznikají pohlavní cestou nové kolonie. Oplozená vajíčka se vyvinou přímo v dalšího dospělého medúzovce. Nejdříve se z nich stanou volně plovoucí larvy, dále vznikají miniaturní medúzy, které poté žijí volně v moři a vyvinou se v celou kolonii trubýše.

## Taxonomie
Do roku 2025 byla měchýřovka portugalská považovaná ze jediný druh Physalia physalis. Při organizování a popisování obrázků pro web iNaturalist však byly zjištěny morfologické rozdíly, které bylo možno přiřadit populacím s odlišným zeměpisným rozšířením. Molekulární analýza poté odhalila, že se nejedná o pouhé ekotypy, ale o čtyři rozdílné druhy odpovídající dávno odděleným genetickým liniím. Podle původního popisu bylo pro jednu z nich zachováno původní vědecké jméno, další dvě jména odpovídají starším ale dosud odmítaným návrhům druhů, jedno je navrženo nově:
- Physalia physalis Linnaeus, 1758
- Physalia utriculus Gmelin, 1788
- Physalia megalista Lesueur & Petit, 1807
- Physalia minuta Church & Dunn, 2025

## Výskyt
Měchýřovka portugalská se vyskytuje v teplých vodách, často v tisícičlenných skupinách. Umí se natáčet po větru a udržovat určitý kurz. V teplých letních měsících se vydává na sever, k pólům. 
Nově (úžeji) definovaný druh Physalia physalis se vyskytuje výhradně v Atlantiku, Physalia minuta jen u Nového Zélandu a východního pobřeží Austrálie, Physalia megalista v jižních částech Pacifiku a Indického oceánu.

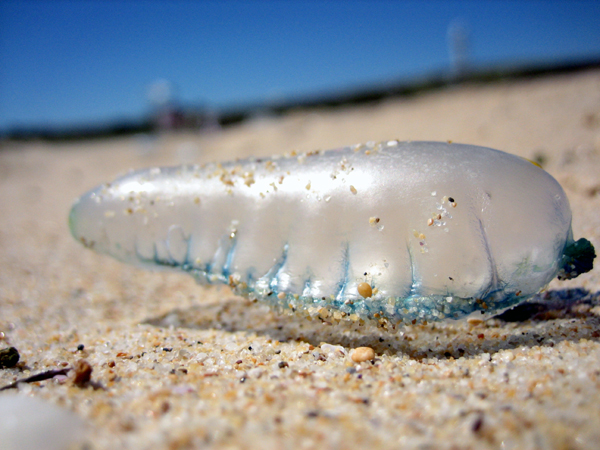
Měchýřovka Portugalská